# Sentier de grande randonnée 72
Le sentier de grande randonnée 72 (GR 72) circule à travers l’Ardèche et la Lozère du col du Bez à Barre-des-Cévennes.

## Itinéraire
| Dans l’Ardèche | |
|                | Le col du Bez (1 229 m) GR 4, GR 7, GR 72 et GRP Tour de la montagne ardéchoise                                           |
|                | Saint-Laurent-les-Bains                                                                                                   |
|                | L’abbaye Notre-Dame-des-Neiges (abbaye cistercienne)                                                                      |
| Dans la Lozère | |
|                | La Bastide-Puylaurent (traversée par l'ancienne voie Regordane)                                                           |
|                | Le Thort (La Bastide-Puylaurent) le dolmen couché, le « Palet de Gargantua »                                              |
|                | Prévenchères |
|                | Albespeyres |
|                | La Garde-Guérin (village fortifié)                                                                                        |
|                | Villefort le lac de Villefort et son barrage, le viaduc ferroviaire, le château de Castanet, la chapelle Saint-Loup       |
|                | Le Mas de la Barque |
|                | Le mont Lozère (1 699 m)                                                                                                  |
|                | Le col de Rabuzat |
|                | Le pont du Tarn (commune de Florac)                                                                                       |
|                | Le col de la Planette |
|                | Cassagnas |
|                | Barre-des-Cévennes (village typique des Cévennes) Église romane de Notre-Dame-de-l'Assomption classée monument historique |

|                                     |                                    |
| – La Garde-Guérin – Rue principale. | Le pont du Tarn en aval de Florac. |